# Long Is the Road (Américain)
Long Is the Road (Américain) (укр. Довга дорога (Американець)) — пісня Жана-Жака Гольдмана, записана в 1983 році. Увійшла до третього студійного альбому «Positif».

## Про пісню
Композиція «Long Is the Road (Américain)» має характерні поп-рокові елементи тогочасся, створена під впливом гастрольної поїздки Північною Америкою. Вокальну партію Жан-Жак супроводжує експресивним бек-вокальним наспівом (на кшталт акустичного хору церкви методистів, що практикуються в Америці). Пісню переспівували: і сам автор, й інші французькі виконавці.

## Фрагмент пісні
Фрагмент пісні (перший куплет і приспів):
Au-delà de nos vents, passée notre frontière

Dans ces pays soleil de sable et de pierre

Là où malgré les croix et malgré les prières

Les dieux ont oublié ces maudites terres

Dans sa pauvre valise, ses maigres affaires

Une histoire banale d'homme et de misère

Il tient dans sa chemise ses ultimes richesses

Ses deux bras courageux, sa rude jeunesse

Et tout contre sa peau comme un trésor inca

Son nom sur un visa pour les USA

But long is the road

Hard is the way

Heavy my load

But deep is my faith

Long is the road

...